# Arc circumzenital
Un arc circuncenital, també anomenat arc de Bravais, és un fenomen òptic similar a un arc de Sant Martí però que sorgeix de la refracció de la llum solar a través de cristalls de gel en núvols cirrus generalment. Forma no més d'una cambra d'esfera centrada en el cenit i en l'adreça del Sol. Els seus colors van del blau a l'interior al vermell a l'exterior de l'arc. És un dels halos més brillants i colorits. Els seus colors són més purs que els de l'arc de Sant Martí perquè hi ha molta menys superposició de colors en la seva formació. La primera impressió és la d'un arc de Sant Martí a l'inrevés.

## Història
Els primers estudis experimentals sobre els halos s'han atribuït a Auguste Bravais, físic francès que, el 1847, va publicar les seves investigacions: utilitzant un prisma de vidre equilateral que va fer girar al voltant del seu eix vertical, quan el va il·luminar amb una llum blanca paral·lela, observar un halo artificial i molts dels parhelios.

## Galeria d'imatges

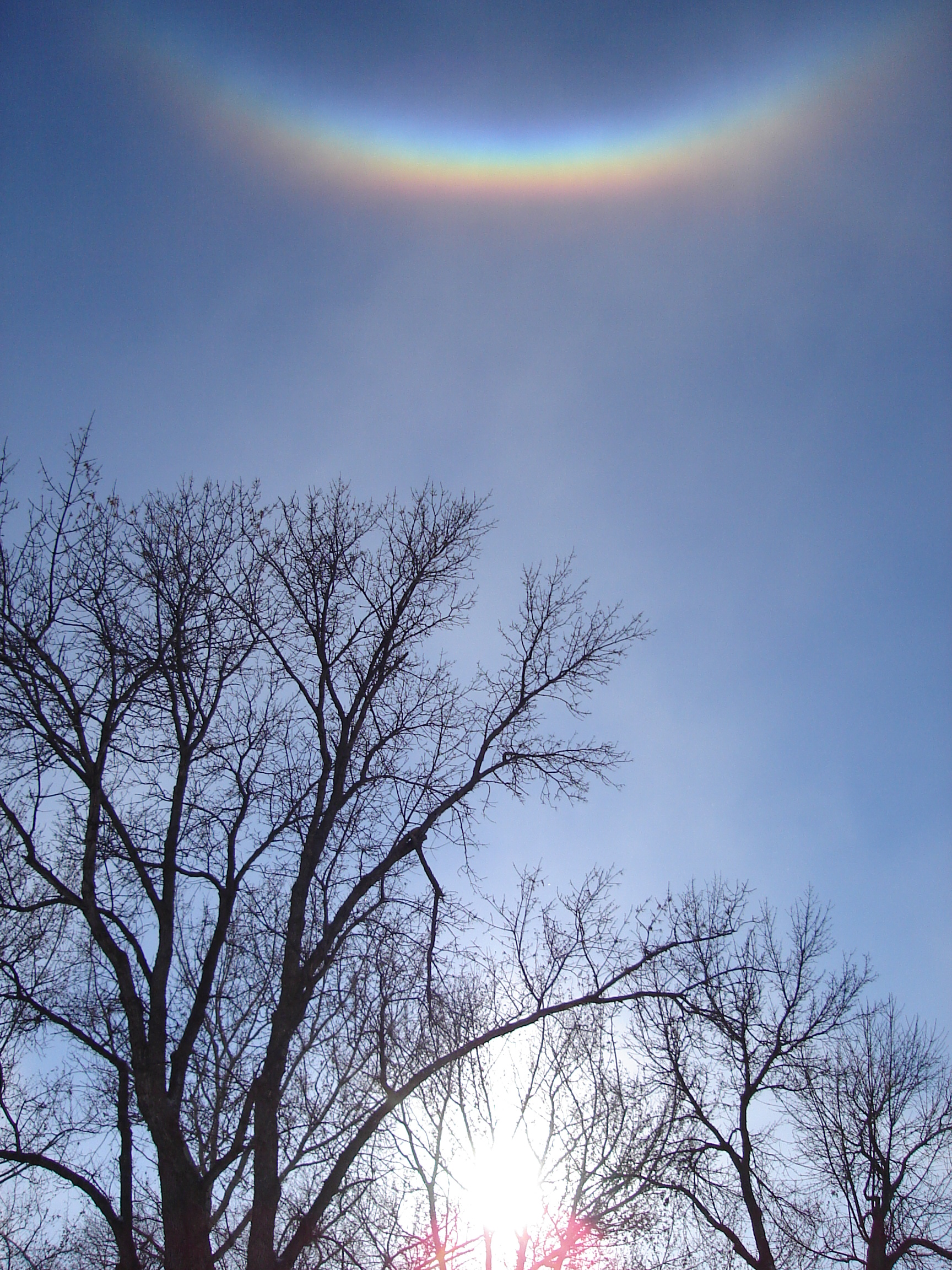
Arc circuncenital sobre el cel de Grand Forks el gener de 2007.
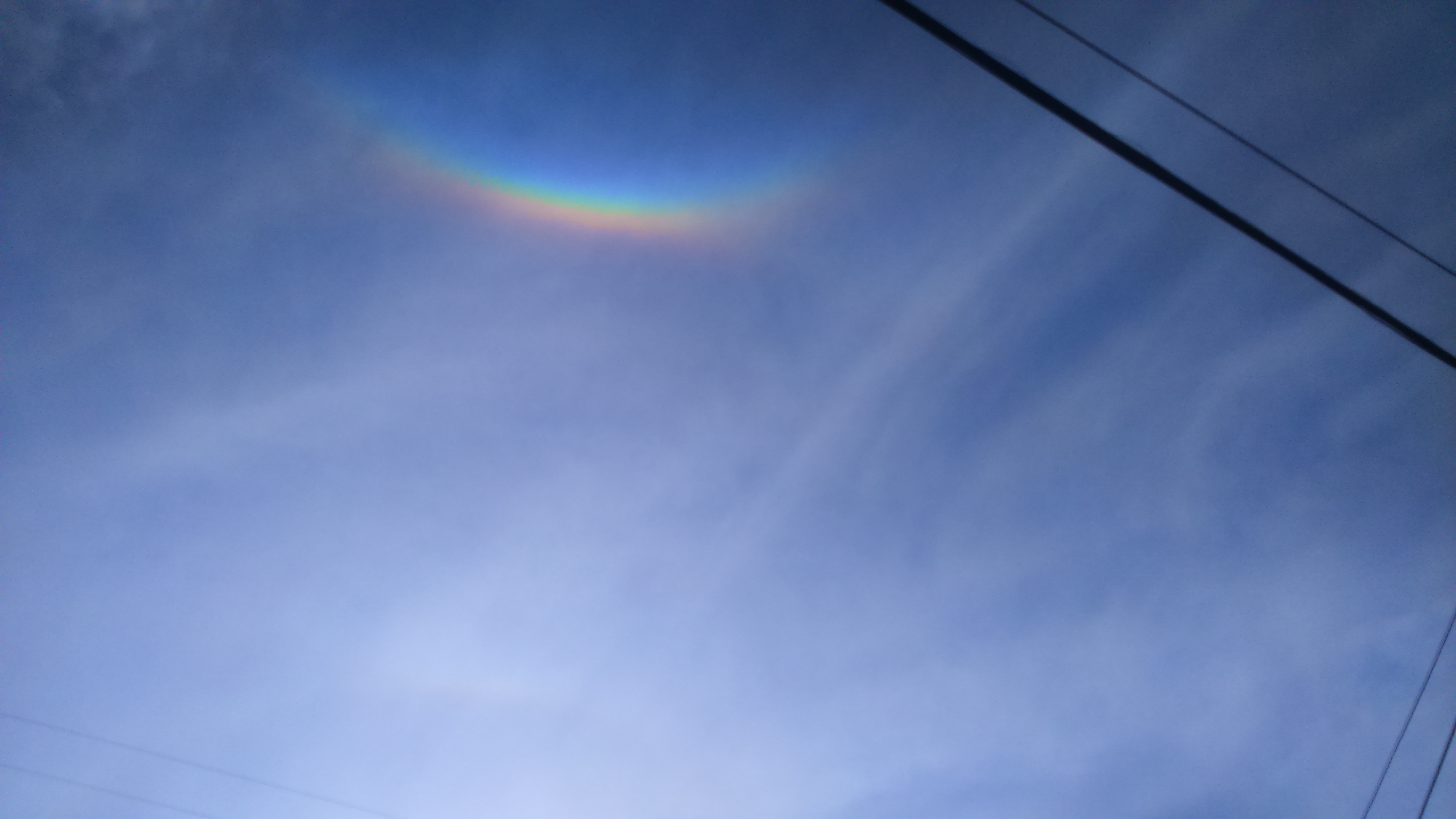
Arc circuncenital sobre Valdivia el 14 de Julio de 2016.
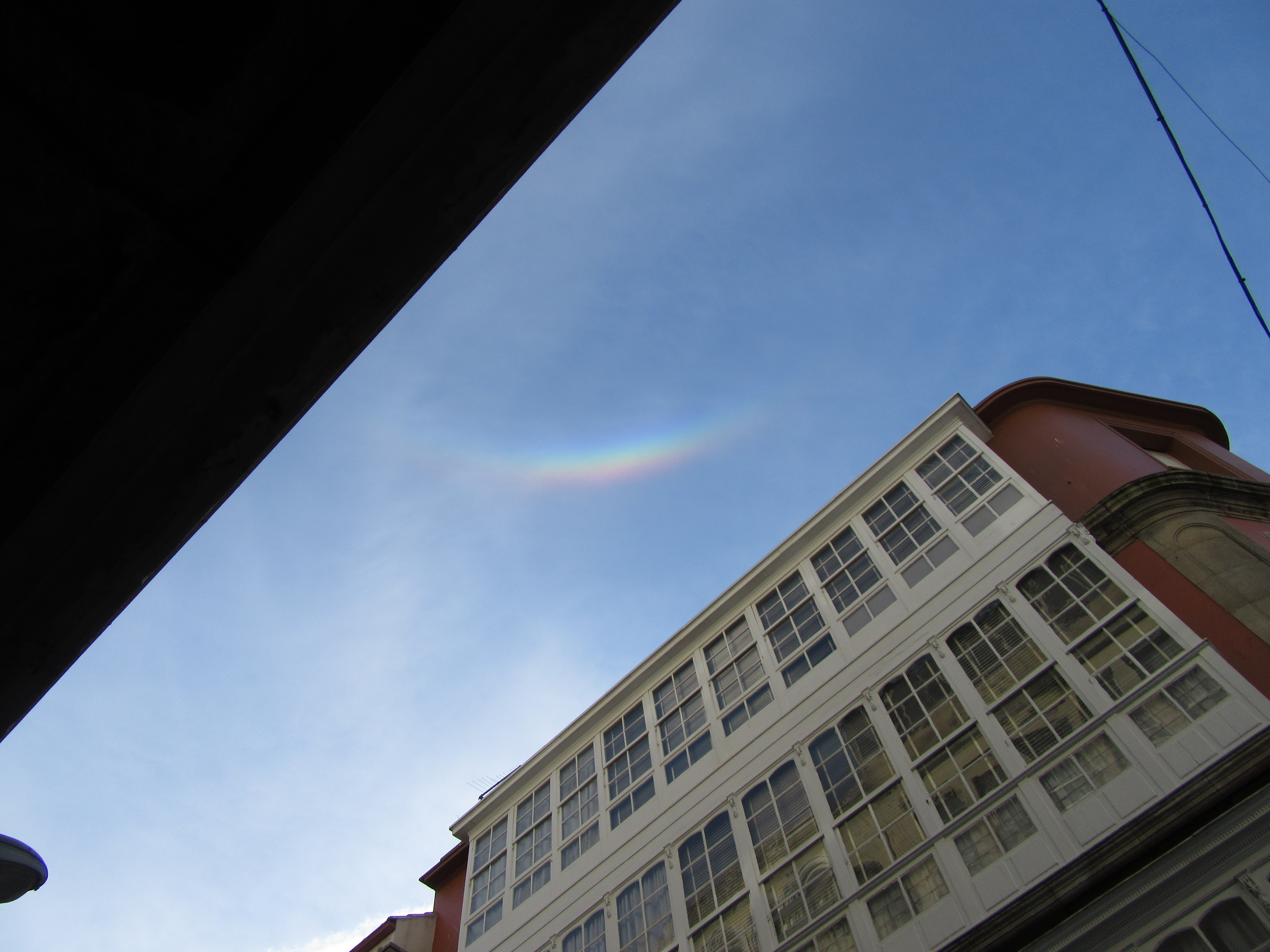
arc circuncenital, Ferrol (la Corunya) 03/10/2016
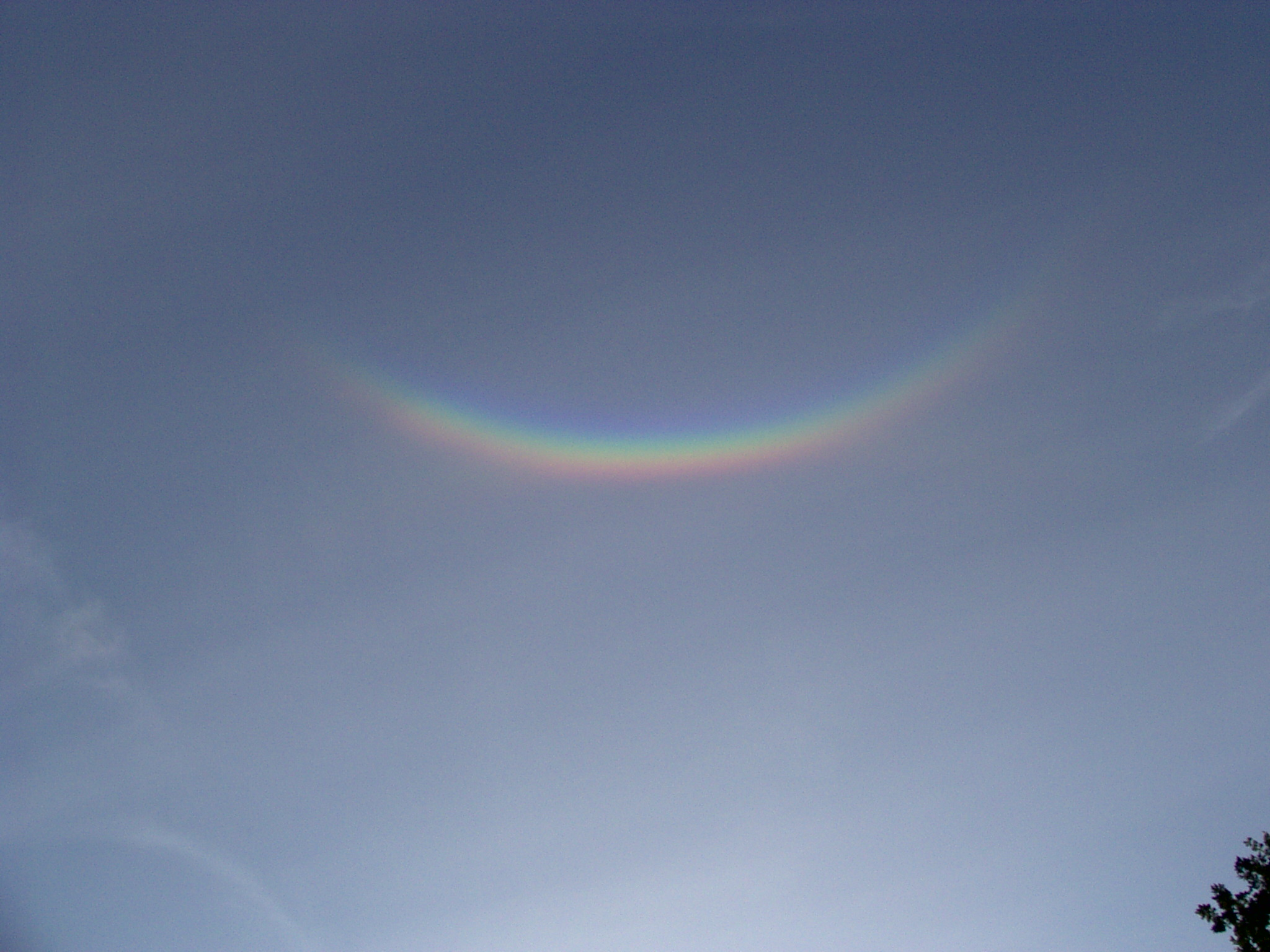
Arc circuncenital el 10 de juliol de 2005.